# Lou Christie
Lou Christie, geboren als Lugee Alfredo Giovanni Sacco, (Glenwillard (Pennsylvania), 19 februari 1943 – Pittsburgh (Pennsylvania), 18 juni 2025) was een Amerikaanse zanger en songwriter, bekend van verschillende poprockhits in de jaren 1960, waaronder zijn Amerikaanse hit Lightnin' Strikes uit 1966 en de Britse nummer twee I'm Gonna Make You Mine uit 1969.

## Carrière

### De beginjaren en carrière
Christie groeide op in een buitenwijk van Pittsburgh. Terwijl hij naar de Moon Area High School ging, studeerde hij muziek en zang, diende als leerling-dirigent van het koor en zong solo's tijdens vakantieconcerten. Zijn leraar Frank Cummings wilde dat hij een carrière in de klassieke muziek zou nastreven, maar Sacco wilde een plaat maken om in American Bandstand te komen. Op 15-jarige leeftijd ontmoette en raakte hij bevriend met Twyla Herbert, een klassiek geschoolde muzikante die 20 jaar ouder was dan hij, die zijn vaste songwriting-partner werd en in de daaropvolgende 30 jaar honderden liedjes met hem schreef tot aan haar dood in 2009. Sacco trad op met verschillende vocale bands en bracht tussen 1959 en 1962 verschillende platen uit bij kleine labels in Pittsburgh en had een lokale hit met The Jury van Lugee & The Lions (een groep bestaande uit Sacco, Twyla Herberts dochter Shirley en twee anderen) uitgebracht bij het Robbee-label. Na zijn afstuderen aan de middelbare school in 1961, reisde Sacco naar New York en werkte als sessiezanger.
In 1962 benaderde Sacco Nick Cenci met enkele demobanden. Een van de eerste dingen die Cenci deed, was de naam Lugee Alfredo Giovanni Sacco veranderen in Lou Christie. Cenci vertelde Sacco dat er maar één grote Italiaanse zanger was en dat hij zijn naam moest veranderen.
Cenci hield van Sacco's falsetstem en stelde voor om naar de recente hit Sherry van The Four Seasons te luisteren. Sacco en Herbert gebruikten het nummer als model om het nummer The Gypsy Cried te schrijven. Cenci produceerde een opname van Sacco die het nummer uitvoerde in de Gateway Studio in Pittsburgh en bracht het in 1962 aanvankelijk uit bij zijn eigen C&C-label als single, vermeld op Lou Christie, de naam die Sacco daarna gebruikte. De naam Lou Christie werd gekozen door C&C Records en The Gypsy Cried werd toegeschreven aan Lou Christie voordat ze met Sacco over de naam hadden overlegd.
The Gypsy Cried werd een regionale hit, waarvan 30.000 exemplaren werden verkocht in Pittsburgh. Cenci nam contact op met Morris Levy van Roulette Records en zei dat hij een hit had die nationale distributie nodig had. Levy bracht de single uit op Roulette, maar er gebeurde aanvankelijk niets. Airplay verspreidde zich langzaam over het land en The Gypsy Cried bereikte nummer 24 in de Billboard Hot 100 en verkocht meer dan een miljoen exemplaren. Cenci produceerde in 1963 extra opnamesessies voor Christie die nog twee hits opleverden. Two Faces Have I, zijn tweede miljoenenseller, bereikte nummer 6 in de hitlijst in juni 1963. Roulette bracht in 1963 een album uit met 12 nummers van Lou Christie/Twyla Herbert en bereikte nummer 124 in de Billboard 200. Met die hits sloot Christie zich aan bij de Caravan of Stars Tour van Dick Clark.
Tijdens deze pre-Army fase van zijn carrière waren de vrouwelijke vocalisten op Christies platen The Tammys, een trio uit Pleasantville. Christie en Herbert schreven de single Egyptian Shumba voor de groep en hoewel het geen hit was, werd het begin jaren 1970 een cultfavoriet in het northern soulcircuit.
Christie maakte talrijke tv-optredens in Where the Action Is (1965-1967) en verscheen ook in American Bandstand en The Buddy Deane Show (1962-1964) in Baltimore. Hij zong ook met Del Shannon.
Christies derde Roulette-publicatie How Many Teardrops (geschreven door Milan), bleef steken op nummer 46 toen Christies carrière tijdelijk onderbroken werd door zijn indiensttreding in het Amerikaanse leger. Christie had al twee en een half jaar geen enkele hit meer.

### Lightnin' StrikesenRhapsody In The Rain: 1965-1966
Christies carrière werd snel hersteld na zijn ontslag uit het leger toen hij tekende bij MGM Records. MGM had naar verluidt een hekel aan Christies eerste single, het Christie-Herbert-nummer Lightnin' Strikes. Maar het nieuwe management van Christie promootte het record in Californië en toen het wat meer grip kreeg (uiteindelijk bereikte het nummer 2 bij KHJ in de laatste twee weken van 1965), bracht MGM het uit. Lightnin' Strikes bereikte #1 in de Verenigde Staten op Christies 23e verjaardag op 19 februari 1966, kwam binnen in de Britse Top 20 en werd zijn eerste hit in dat land. Ook in Canada piekte de plaat op #1. Het nummer bevatte zijn kenmerkende falsetstem en bevatte een vrouwelijk koor (Bernadette Carroll, Denise Ferri en Peggy Santiglia) dat Stop! riep in contrast met de leadzang.
Christies volgende publicatie Rhapsody in the Rain in het voorjaar van 1966 bevatte een melodie geïnspireerd door Romeo en Julia van Pjotr Iljitsj Tsjaikovski, vertellend over de herinnering van een tiener aan zijn seksuele ervaring op de achterbank van een auto tijdens een regenbui. Veel radiostations hebben het nummer verboden na het horen van de openingstekst. MGM drong aan op een opnieuw opgenomen versie die de lyrische inhoud afzwakte.
Ondanks de bewerkte versie speelden veel radiostations in plaats daarvan twee oudere nummers, opnieuw uitgebracht door andere labels waarvoor Christie ooit had opgenomen: Outside the Gates of Heaven (bij Co & Ce Records) piekte op #45, terwijl Big Time (bij Colpix Records) zich plaatste op #95. Alle drie de singles kwamen binnen drie weken na elkaar binnen in maart 1966, terwijl Lightnin' Strikes zakte in de hitlijst.

### Heropleving: 1969-1970
Na te zijn gedropt door MGM en een onvruchtbare periode bij Columbia Records in de late jaren 1960, werkte Christie samen met Buddah Records (een verplaatsing ingegeven door zijn zaakvoerder Stan Polley) en bubblegum-muziekplatenproducent Tony Romeo en had een verrassende Wall of Sound hit met I'm Gonna Make You Mine (dat Romeo schreef) in de vroege herfst van 1969. Geholpen door achtergrondzangeres Linda Scott en door twee promotievideo's die duidelijk van elkaar verschilden, piekte het nummer op nummer 10 in de Verenigde Staten, maar klom naar nummer 2 in de UK Singles Chart en werd daar zijn grootste hit.
Het opvolgende She Sold Me Magic kwam alleen in het Verenigd Koninkrijk in de hitlijst, piekte op nummer 25 en werd later gecoverd door Elton John. Omgekeerd plaatste Are You Getting Any Sunshine? zich alleen in de hitlijst in Amerika, waar het nummer 73 bereikte.

### Latere carrière: 1971-heden
Christie bracht de vroege jaren 1970 door tussen Londen en New York en kreeg grote drugsproblemen. In 1971 bracht hij het conceptalbum Paint America Love uit, door sommigen beschouwd als zijn beste lp. Hij trouwde met de voormalige Britse schoonheidskoningin Francesca Winfield in Londen.
In 1974 probeerde Christie een nieuwe muziekstijl en ging over op country op zijn album Lou Christie. Dit album is ook onofficieel bekend als Beyond the Blue Horizon, naar het bekendste nummer, een cover van een hit uit 1930, geschreven voor de film Monte Carlo. Het nummer miste de country-hitlijsten en bereikte alleen nummer 80 in de pophitlijst, maar behaalde nummer 12 in de Adult Contemporary-hitlijst. Het nummer is gebruikt in verschillende filmsoundtracks, waaronder Rain Man uit 1988.
In het voorjaar van 1978 keerde Christie terug naar Pittsburgh om de nieuwe platenmaatschappij Label 2001 Records te leiden, een tak van de 2001- en VIP-nachtclubs in het hele land. Tijdens een bezoek aan lokale vrienden in de Staircase Lounge, hoorde Christie de lokale groep Sweet Breeze en genoot van de harmonieën en muziek van de band. Christie contracteerde de band voor hun eerste platencontract en de band nam het nummer Summer in Malibu op, geschreven door Christie en Herbert, dat een regionale hit was voor de band.
Christie werd vanaf het begin van de jaren 1980 actief in het oldiescircuit en scoorde in 1981 een laatste Amerikaanse hit, vermeld als Summer '81 Medley door The Cantina Band (met Lou Christie), en speelde een medley van Beach Boys-klassiekers.
In 1986 nam hij een duet op met Lesley Gore van een medley van Since I Don't Have You/It's Only Make Believe voor Manhattan Records, een divisie van EMI-Amerika. De twee zangers waren op dat moment samen aan het toeren en het nummer werd slechts als eenmalige single uitgebracht.
Christie werd vermeld als speciale muziekmedewerker bij de film Barcelona, uitgebracht in 1994. Hij en Mark Suozzo schreven het lied Breakin' Up, dat Christie uitvoerde en dat werd opgenomen in het soundtrackalbum voor de film.
In 1997 nam Christie zijn eerste geheel nieuwe album Pledging My Love op sinds de jaren 1970, geproduceerd door Alan Grossman & Jimm Mosher van Hit Music Studio in Spencer. Billboard noemde dit nieuwe album Most Impressive Comeback. Het meeste is geschreven door Christie, gepresenteerd op een eigentijdse manier en omvatte de nummers What Happened to the Nights, Techno Pop (een tirade over het verlies van communicatie in ons leven) en I Sure Fell in Love en covers van Mr. Dieingly Sad van The Critters en het titelnummer van Johnny Ace. Cub Koda zei dat het vol AOR-hits zat.
In 2004 bracht Christie zijn eerste concertalbum Greatest Hits Live From The Bottom Line uit met de studio-opname Christmas In New York als bonusnummer. Naast af en toe een nieuwe publicatie, blijft Christie een concertact in het oldies-circuit in de Verenigde Staten en het Verenigd Koninkrijk. Hij presenteerde ook een reeks programma's bij SiriusXM-radio voor de zender uit de jaren 1960. In 2015 bracht Christie zijn eerste nieuwe opname Drive in Dreams uit in meerdere jaren, geschreven door Gregory Scharpf, een voormalig lid van Sweet Breeze, de in Pittsburgh gevestigde band die Christie contracteerde voor hun eerste platencontract. Zijn volgende publicatie was When You Were Young uit 2016, ook geschreven door Scharpf.
Christie overleed op 18 juni 2025 op 82-jarige leeftijd.

## Discografie

### Singles
- 1963: The Gypsy Cried
- 1963: Two Faces Have I
- 1966: Lightnin' Strikes
- 1966: Rhapsody In The Rain
- 1969: I'm Gonna Make You Mine
- 1969: She Sold Me Magic

### NPO Radio 2 Top 2000
Van Lou Christie stond alleen I'm Gonna Make You Mine in 2000 in de NPO Radio 2 Top 2000, op plek 1968.
- Biblioteca Nacional de España: XX1521287
- Bibliothèque nationale de France: cb138924890 (data)
- International Standard Name Identifier: 0000 0000 8111 6128
- Library of Congress Control Number: n94120095
- MusicBrainz: 725b8f2d-1018-4eee-939d-440ba179a1fa
- Virtual International Authority File: 421149294313080521766